# DENKJong
DENKJong, tot 2025 OPPOSITIE, is een Nederlandse politieke jongerenorganisatie (PJO), verbonden aan de politieke partij DENK. OPPOSITIE werd opgericht op 26 oktober 2015, en had eind 2019 ongeveer 100 leden.

## Missie en activiteiten
De zelfverklaarde missie van DENKJong is om "jongeren te betrekken bij de politiek middels een kritisch-humoristische blik op politiek Den Haag". DENKJong doet dit middels acties, informatieve uitjes, politieke trainingen voor leden, thema-avonden en ledenbijeenkomsten. Zo wil DENKJong jongeren motiveren en stimuleren om een actieve rol te spelen in de politiek en in de maatschappij.
Daarnaast werkt DENKJong samen met andere PJO's, politieke partijen en andere organisaties samen in de jongerenbeweging Coalitie-Y.